# Seleção Equatoriana de Futebol Feminino
A Seleção Equatoriana de Futebol Feminino representa o Equador no futebol feminino internacional.
Em 2015, participou pela primeira vez da Copa do Mundo de Futebol Feminino, no Canadá.

## Treinadores
- Emily Lima (2019-)[1]

## Desempenho em Competições

### Copa do Mundo
| Desempenho na Copa do Mundo | Desempenho na Copa do Mundo | Desempenho na Copa do Mundo | Desempenho na Copa do Mundo | Desempenho na Copa do Mundo | Desempenho na Copa do Mundo | Desempenho na Copa do Mundo | Desempenho na Copa do Mundo | Desempenho na Copa do Mundo |  |
| Edição                      | Fase                        | J                           | V                           | E                           | D                           | GP                          | GC                          | S                           |  |
| --------------------------- | --------------------------- | --------------------------- | --------------------------- | --------------------------- | --------------------------- | --------------------------- | --------------------------- | --------------------------- |  |
| 1991                        | Não entrou                  | Não entrou                  | Não entrou                  | Não entrou                  | Não entrou                  | Não entrou                  | Não entrou                  | Não entrou                  |  |
| 1995                        | Não qualificado             | Não qualificado             | Não qualificado             | Não qualificado             | Não qualificado             | Não qualificado             | Não qualificado             | Não qualificado             |  |
| 1999                        | Não qualificado             | Não qualificado             | Não qualificado             | Não qualificado             | Não qualificado             | Não qualificado             | Não qualificado             | Não qualificado             |  |
| 2003                        | Não qualificado             | Não qualificado             | Não qualificado             | Não qualificado             | Não qualificado             | Não qualificado             | Não qualificado             | Não qualificado             |  |
| 2007                        | Não qualificado             | Não qualificado             | Não qualificado             | Não qualificado             | Não qualificado             | Não qualificado             | Não qualificado             | Não qualificado             |  |
| 2011                        | Não qualificado             | Não qualificado             | Não qualificado             | Não qualificado             | Não qualificado             | Não qualificado             | Não qualificado             | Não qualificado             |  |
| 2015                        | Fase de grupos              | 3                           | 0                           | 0                           | 3                           | 1                           | 17                          | -16                         |  |
| 2019                        | Não qualificado             | Não qualificado             | Não qualificado             | Não qualificado             | Não qualificado             | Não qualificado             | Não qualificado             | Não qualificado             |  |
| 2023                        | Não qualificado             | Não qualificado             | Não qualificado             | Não qualificado             | Não qualificado             | Não qualificado             | Não qualificado             | Não qualificado             |  |
| Total                       | Fase de grupos              | 3                           | 0                           | 0                           | 3                           | 1                           | 17                          | -16                         |  |

### Copa América
| Desempenho na Copa América | Desempenho na Copa América | Desempenho na Copa América | Desempenho na Copa América | Desempenho na Copa América | Desempenho na Copa América | Desempenho na Copa América | Desempenho na Copa América | Desempenho na Copa América |  |
| Edição                     | Fase                       | J                          | V                          | E                          | D                          | GP                         | GC                         | S                          |  |
| -------------------------- | -------------------------- | -------------------------- | -------------------------- | -------------------------- | -------------------------- | -------------------------- | -------------------------- | -------------------------- |  |
| 1991                       | Não Participou             | Não Participou             | Não Participou             | Não Participou             | Não Participou             | Não Participou             | Não Participou             | Não Participou             |  |
| 1995                       | Fase de grupos             | 4                          | 1                          | 1                          | 2                          | 9                          | 21                         | -12                        |  |
| 1998                       | Semifinal                  | 6                          | 2                          | 2                          | 2                          | 14                         | 20                         | -6                         |  |
| 2003                       | Fase de grupos             | 2                          | 1                          | 1                          | 0                          | 3                          | 1                          | +2                         |  |
| 2006                       | Fase de grupos             | 4                          | 1                          | 1                          | 2                          | 4                          | 5                          | -1                         |  |
| 2010                       | Fase de grupos             | 4                          | 3                          | 0                          | 1                          | 8                          | 6                          | +2                         |  |
| 2014                       | 3ºColocado                 | 7                          | 3                          | 0                          | 4                          | 7                          | 11                         | -4                         |  |
| 2018                       | Fase de grupos             | 4                          | 0                          | 0                          | 4                          | 3                          | 16                         | -13                        |  |
| 2022                       | Fase de grupos             | 4                          | 1                          | 0                          | 3                          | 9                          | 7                          | +2                         |  |
| Total                      | Fase de grupos             | 35                         | 12                         | 5                          | 18                         | 57                         | 87                         | -30                        |  |

### Jogos Olímpicos
| Desempenho nos Jogos Olímpicos | Desempenho nos Jogos Olímpicos | Desempenho nos Jogos Olímpicos | Desempenho nos Jogos Olímpicos | Desempenho nos Jogos Olímpicos | Desempenho nos Jogos Olímpicos | Desempenho nos Jogos Olímpicos | Desempenho nos Jogos Olímpicos | Desempenho nos Jogos Olímpicos |  |
| Edição                         | Fase                           | J                              | V                              | E                              | D                              | GP                             | GC                             | S                              |  |
| ------------------------------ | ------------------------------ | ------------------------------ | ------------------------------ | ------------------------------ | ------------------------------ | ------------------------------ | ------------------------------ | ------------------------------ |  |
| Atlanta 1996                   | Não qualificado                | Não qualificado                | Não qualificado                | Não qualificado                | Não qualificado                | Não qualificado                | Não qualificado                | Não qualificado                |  |
| Sydney 2000                    | Não qualificado                | Não qualificado                | Não qualificado                | Não qualificado                | Não qualificado                | Não qualificado                | Não qualificado                | Não qualificado                |  |
| Atenas 2004                    | Não qualificado                | Não qualificado                | Não qualificado                | Não qualificado                | Não qualificado                | Não qualificado                | Não qualificado                | Não qualificado                |  |
| Pequim 2008                    | Não qualificado                | Não qualificado                | Não qualificado                | Não qualificado                | Não qualificado                | Não qualificado                | Não qualificado                | Não qualificado                |  |
| Londres 2012                   | Não qualificado                | Não qualificado                | Não qualificado                | Não qualificado                | Não qualificado                | Não qualificado                | Não qualificado                | Não qualificado                |  |
| Rio de Janeiro 2016            | Não qualificado                | Não qualificado                | Não qualificado                | Não qualificado                | Não qualificado                | Não qualificado                | Não qualificado                | Não qualificado                |  |
| Tóquio 2020                    | Não qualificado                | Não qualificado                | Não qualificado                | Não qualificado                | Não qualificado                | Não qualificado                | Não qualificado                | Não qualificado                |  |
| Paris 2024                     | Não qualificado                | Não qualificado                | Não qualificado                | Não qualificado                | Não qualificado                | Não qualificado                | Não qualificado                | Não qualificado                |  |
| Total                          | Fase de grupos                 | 3                              | 0                              | 0                              | 3                              | 1                              | 5                              | -4                             |  |